# Neophrontops americanus
Neophrontops americanus är en utdöd nordamerikansk fågel i familjen hökartade rovfåglar inom ordningen hökfåglar. Arten beskrevs 1916 utifrån fossila lämningar från sen pleistocen och tidig holocen funna i La Brea utanför Los Angeles, Kalifornien, USA. Dessa har bedömts vara 11.130-12.200 år gamla med kol-14-metoden, vilket kalibrerat motsvarar 13.030-14.232 kalenderår sedan. Fossil har sedermera hittats även i kaliforniska Carpenteria, i Wyoming samt i New Mexico. Arten var troligen nära släkt med den nu levande smutsgamen (Neophron percnopterus).